# V608 Возничего
V608 Возничего (лат. V608 Aurigae) — двойная затменная переменная звезда типа Алголя (EA) в созвездии Возничего на расстоянии приблизительно 353 световых лет (около 108 парсеков) от Солнца. Видимая звёздная величина звезды — от +12,91m до +12,5m. Орбитальный период — около 0,7632 суток (18,318 часов).

## Характеристики
Первый компонент — оранжевая звезда спектрального класса K7 или K2IV. Радиус — около 0,73 солнечного, светимость — около 0,169 солнечной. Эффективная температура — около 4330 K.